# Наливкин, Фёдор Никитич
Фёдор Никитич Наливкин (1810 — 1867 или 1868) — московский адвокат, писатель и автор художественных произведений, в том числе детской литературы, переводчик.

## Биография
Родился в 1810 году.
Окончил Московский университет, работал адвокатом и в 1830-х годах был секретарём Московской уголовной палаты.
Издавал «Юридическую библиотеку» («Опыт руководства к познанию законов»); был автором нескольких детских книг и мемуаров. В числе его работ:
- Сцены из жизни великих людей. — Москва : тип. Семена, 1847. - 173 с.
- Руководство к сочинению писем и деловых бумаг : С образцами, примерами и формами. — Москва : тип. Семена, 1847. — 4 т.; 2-е изд., 1856—1858.
- Важное и необходимое предостережение следователей, обвиняемых и обвинителей по уголовным следствиям. — Москва : тип. Семена, 1847. — 96 с.
- Генерал Том Пус и знаменитые карлы и карлицы. — Москва, 1847. — 113 с., 8 л. ил.
- Исторические рассказы, или Вечера на даче / Изд. с картинками Федора Наливкина. — Москва : Унив. тип., 1849. — [2], 384, II с., 18 л. ил.
- Книга для мальчиков на русском и французском языках. — Москва : тип. В. Готье, 1852. — 32 с., 11 л. ил.

Писал памфлеты, которые печатал в «Новом живописце» Н. А. Полевого.
Его мемуарные «Записки» по значимости оценивались на одном уровне с Записками С. П. Жихарева, Ф. Н. Глинки, Энгельгардта и других авторов.
Умер в 1868 году.